# Kubus

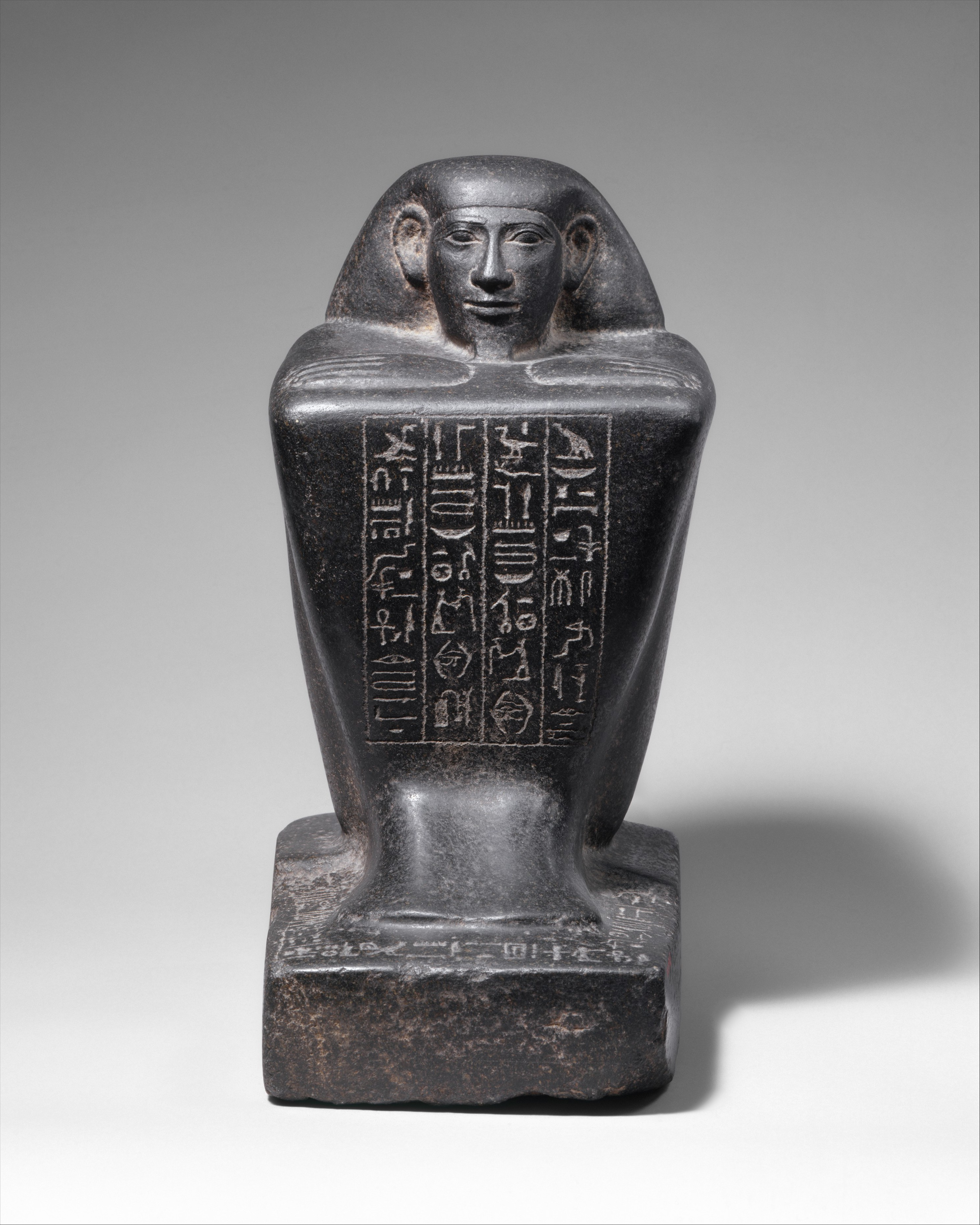
Kubus pisarza z Epoki Późnej.

Kubus – w sztuce starożytnego Egiptu posąg siedzącego albo kucającego człowieka w szacie, z kolanami podciągniętymi aż pod podbródek.
Forma kubusów wykształciła się w okresie Średniego Państwa, stosowano ją jeszcze w Epoce Późnej.
Starsze kubusy miały jeszcze wyraźnie widoczny zarys całego ciała, ale późniejsze formy przybierały formę sześcianu, z którego u góry wystawała tylko realistycznie wyrzeźbiona głowa i dłonie. Ten sposób przedstawiania postaci ludzkiej był stosunkowo prosty w wykonaniu, a co więcej pozwała uzyskać trzy spore, gładkie płaszczyzny nadające się na pola inskrypcyjne.